# Британско-ливийские отношения
Британско-ливийские отношения — двусторонние дипломатические отношения между Великобританией и Ливией. Отношения между этими странами стали тесными и позитивными после того, как британские вооружённые силы помогли повстанческим силам свергнуть режим Муаммара Каддафи во время гражданской войны в Ливии 2011 года. С тех пор британские официальные лица несколько раз посещали Ливию, в том числе было совершено два визита премьер-министра Дэвида Кэмерона, во время которых его приветствовали большие толпы людей. Британские вооружённые силы также помогают обучать Национальную армию Ливии в рамках более широкого сотрудничества по вопросам безопасности. Условия безопасности ухудшились с 2014 года, когда Великобритания приостановила операции своего посольства в Триполи, и когда началась вторая гражданская война.

## История

### Колониальные годы и Королевство Ливия (1943—1969)
Ливия была итальянской колонией на протяжении большей части начала 20 века, пока не была захвачена во время Второй мировой войны, когда Триполитания и Киренаика были оккупированы Великобританией, а Феццан —Францией. После войны Организация Объединённых Наций организовала переговоры по деколонизации Ливии. Они успешно состоялись. Вследствие этого 24 декабря 1951 года было создано Соединённое Королевство Ливии под руководством короля Идриса.
При Идрисе Ливия поддерживала тесные отношения с Великобританией даже после того, как их отношения с другими арабскими странами испортились из-за Суэцкого кризиса 1956 года.

### Ливия при Каддафи (1969—2011)
Отношения после переворота Муаммара Каддафи в 1969 году были крайне плохими, когда правительство Каддафи заняло боевую антизападную позицию и разработало оружие массового поражения. Плохие отношения подкреплялись прямыми столкновениями, такими как убийство Ивонн Флетчер, бомбардировка Ливии США в 1986 году и уничтожение Pan Am Flight 103.
Несмотря на эти неудачи, отношения начали улучшаться в 1990-е годы и в декабре 2003 года они достигли своего пика, когда Ливия объявила, что они откажутся от своих программ создания оружия массового уничтожения. Премьер-министр Великобритании Тони Блэр затем отправился в Триполи, встретился с Каддафи и объявил о «новых отношениях» между странами.
После этого ливийские полицейские прошли обучение в Великобритании английскому языку и процедурам безопасности, например процедурам уголовного правосудия и процедурам и методам остановки и обыска.
Отношения между Ливией и Великобританией испортились в 2009 году. В результате дистанцирования от Ливии Великобритания отказалась направить своего посла на празднование 40-й годовщины ливийской революции.

#### Гражданская война

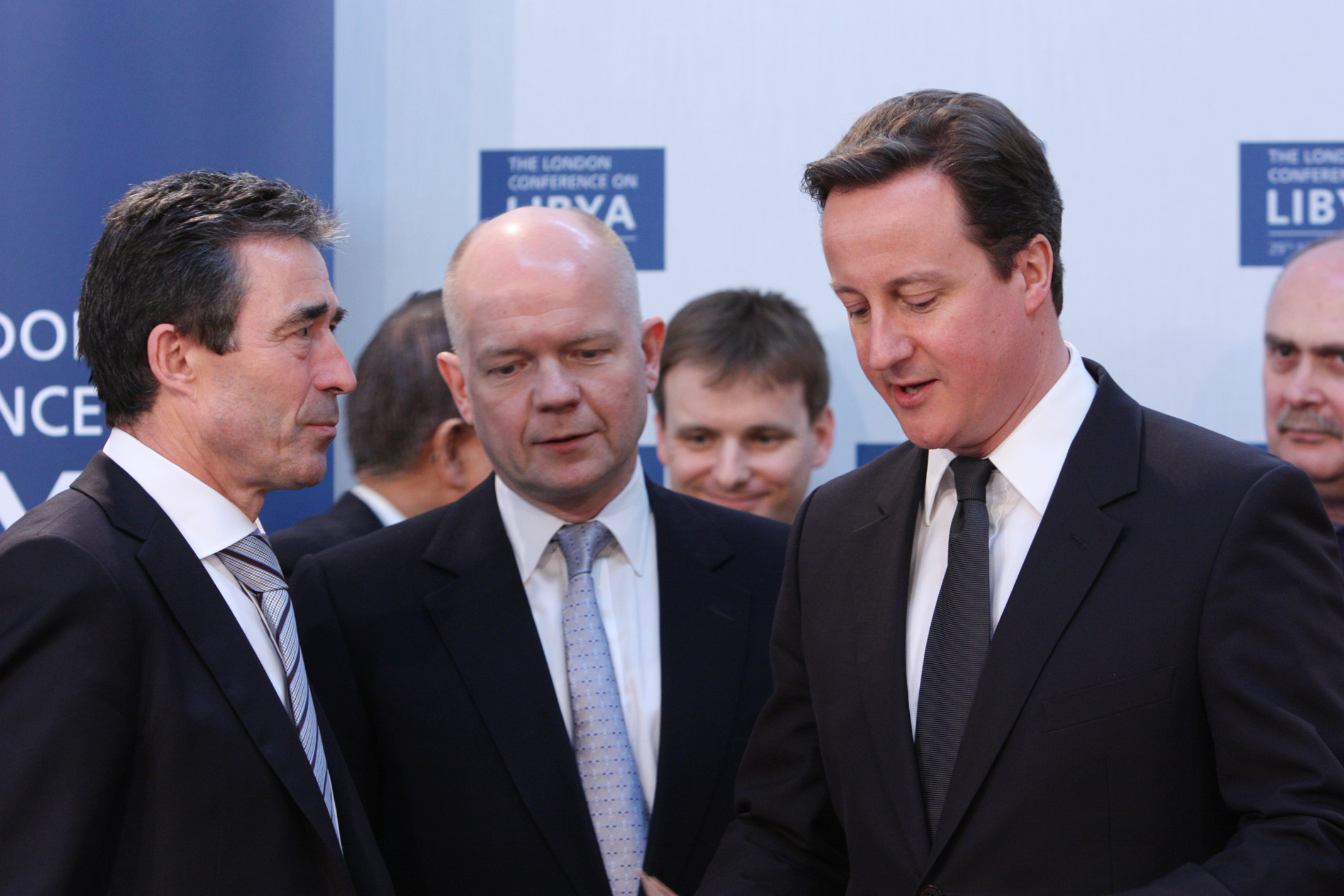
Премьер-министр Великобритании Дэвид Кэмерон и министр иностранных дел Уильям Хейг разговаривают с Генеральным секретарем НАТО Андерсом Фог Расмуссеном на Лондонской конференции по Ливии 29 марта 2011 года

Хотя отношения улучшились под руководством Тони Блэра и Гордона Брауна, они снова испортились в 2011 году с началом гражданской войны в Ливии. Премьер-министр Великобритании Дэвид Кэмерон осудил «ужасающее и неприемлемое» насилие, применённое против протестующих, и протесты против Каддафи вспыхнули у посольства Ливии в Лондоне . Великобритания заморозила активы режима Каддафи в стране и вместе с Францией возглавила кампанию по военному вмешательству против правительственных сил Ливии. Группа под названием «Свержение тиранов» заняла лондонский особняк Сейфа аль-Ислама Каддафи и призвала семью Каддафи покинуть Ливию.
После нескольких недель лоббирования со стороны Великобритании и её союзников 17 марта 2011 года Совет Безопасности ООН одобрил военное вмешательство в Ливию, а 2 дня спустя Великобритания и США выпустили более 110 ракет «Томагавк» по целям режима, а затем отправили истребители для защиты мирных жителей. Правительство Ливии осудило интервенцию своего «врага-крестоносца» как проявление колониализма и заявило, что бомбы Великобритании были нацелены на мирных жителей.
В мае 2011 года Великобритания выслала посла Ливии и 27 июля разорвала последние связи с режимом Каддафи, отозвав своё дипломатическое признание, тем самым передав его Национальному переходному совету.Поверенный в делах Ливии и весь оставшийся персонал посольства были высланы из страны, а само посольство было закрыто.
Режим Каддафи оставался непокорным, даже когда британские войска бомбили его; когда в августе 2011 года в Англии вспыхнули беспорядки, заместитель министра иностранных дел Ливии Халед Каим призвал Кэмерона уйти в отставку, заявив, что «Дэвид Кэмерон потерял всякую легитимность и должен уйти», насмешливо повторив комментарии Кэмерона о Каддафи. В заявлении также содержится призыв к международному военному вмешательству в Великобританию. Государственное телевидение Ливии передало ложные утверждения о том, что британское правительство использовало ирландских и шотландских наёмников против участников беспорядков.
После гражданской войны в Лондонской школе экономики и политических наук разразился скандал из-за её связей с режимом Каддафи. В результате разоблачения директора Лондонской фондовой биржи экономист Ховард Дэвис подал в отставку 3 марта 2011 года, сославшись на «ошибки суждения».

### Ливия после Каддафи (2011 — настоящее время)

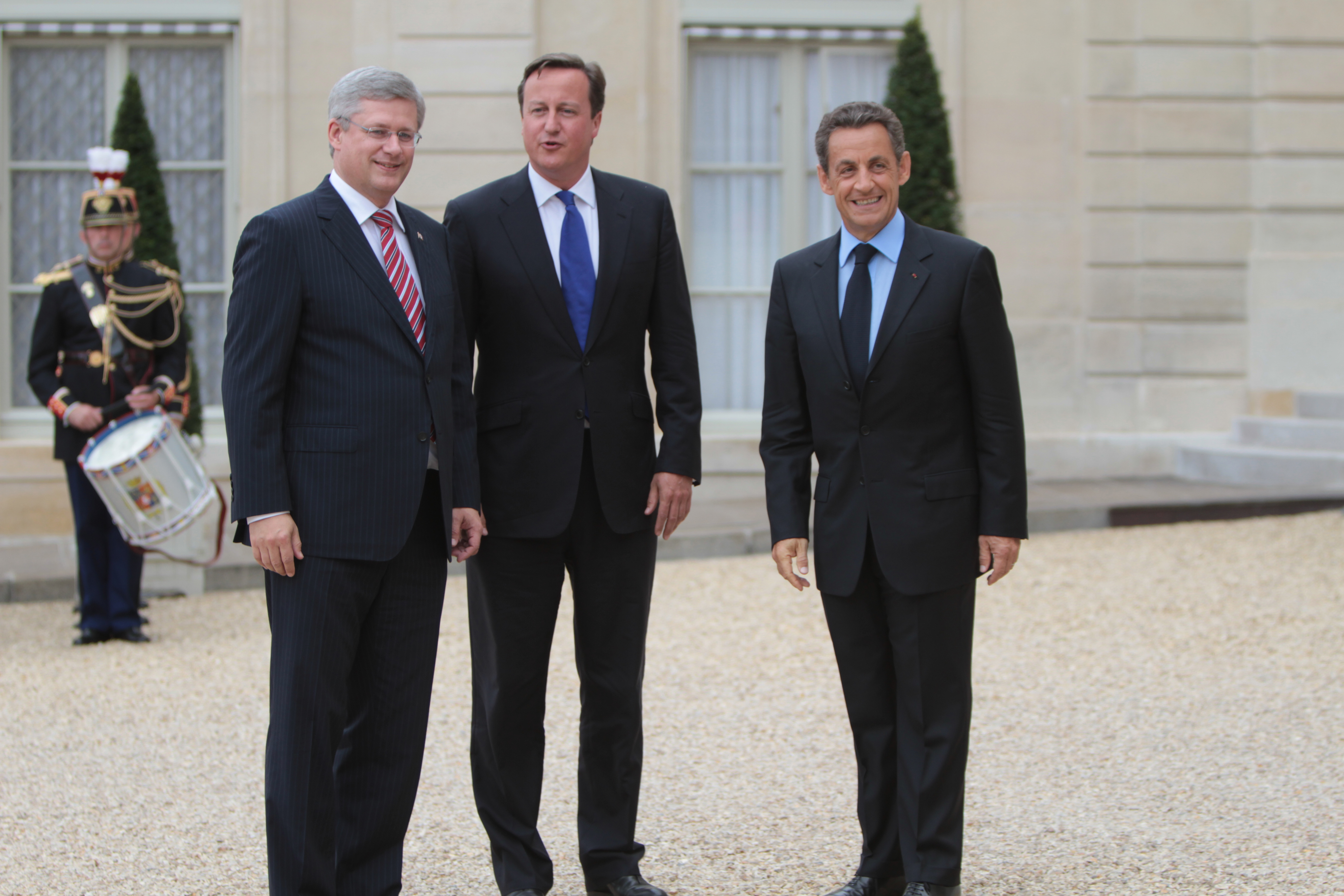
Дэвид Кэмерон на Международной конференции в поддержку Новой Ливии в сентябре 2011 года, где была создана группа «Друзья Ливии»

В июле 2011 года Великобритания официально признала мятежный Переходный национальный совет в качестве правительства Ливии, изгнав оставшихся дипломатов режима Каддафи и предложив новому органу власти назначить посла и захватить посольство Ливии в Лондоне, что они и сделали 10 августа.

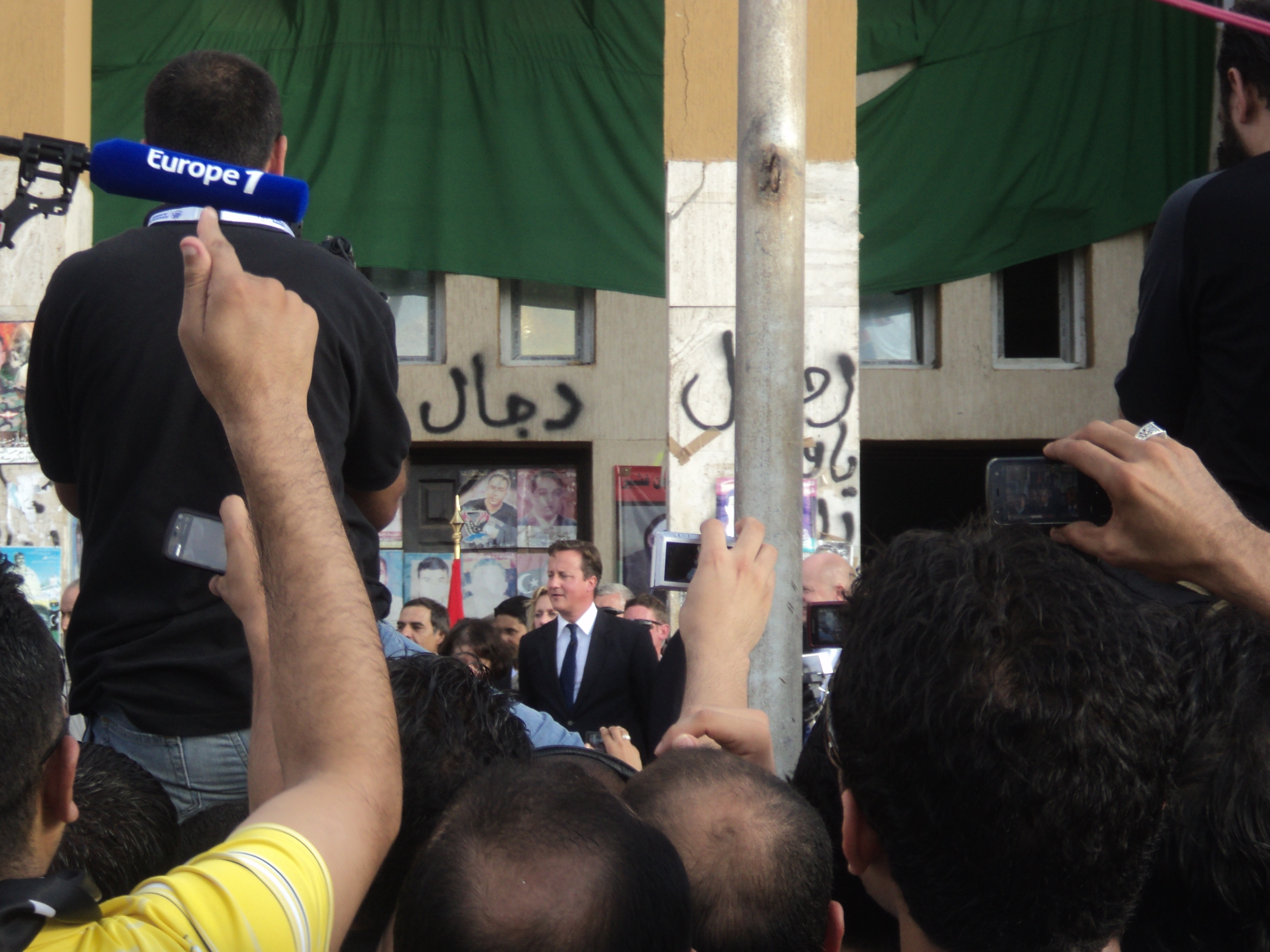
Визит Дэвида Кэмерона в Бенгази в сентябре 2011 года

После изгнания Каддафи премьер-министр Великобритании Дэвид Кэмерон посетил Ливию с президентом Франции Николя Саркози. Кэмерон был встречен в Бенгази тысячной толпой, которая приветствовала его, когда он обратился к ним, сказав: «Как здорово быть в свободной Ливии». Премьер Великобритании пообещал поддержать новое правительство в восстановлении инфраструктуры Ливии. Активы режима Каддафи стоимостью в миллиарды долларов были разморожены и переданы Переходному национальному совету.
Изгнание Каддафи побудило британскую полицию возобновить расследование убийства Ивонн Флетчер и взрыва над Локерби. Переходный национальный совет пообещал сотрудничать со следствием, и в декабре 2012 года посол Ливии в Великобритании объявил, что все файлы, касающиеся Локерби, будут опубликованы, хотя, вероятно, не раньше, чем будет завершена разработка новой конституции Ливии и не будет сформировано постоянное правительство. В январе 2013 года последовало известие о том, что шотландские полицейские прибудут в Ливию для проведения расследования.
В январе 2013 года правительство Великобритании выпустило предупреждение о поездках, призывающее британских граждан покинуть ливийский город Бенгази из-за неуказанной «конкретной и неминуемой угрозы для жителей Запада». Премьер-министр Ливии Али Зейдан сказал, что этот шаг был «преувеличением», но он понимает мотивы, стоящие за ним. 31 января Дэвид Кэмерон снова посетил Ливию, где встретился с Зейданом, а также с председателем Всеобщего национального конгресса Мухаммедом аль-Макрифом. Кэмерон пообещал дальнейшее сотрудничество в обучении сил безопасности Ливии и сказал, что «британский народ хочет поддержать вас».
2 августа 2014 года из-за роста насилия в городе после гражданской войны Великобритания приостановила работу своего посольства в Триполи. Дипломатические отношения с Ливией были сохранены, поскольку сотрудники посольства продолжали работать из соседнего Туниса. Сотрудники посольства написали в Твиттере, что боевые действия распространились на районы, расположенные рядом с посольством, и что действовать там небезопасно, но они надеются вернуться как можно скорее. Однако ситуация переросла во вторую гражданскую войну в Ливии.

#### Вторая гражданская война
В июле 2015 года специальный комитет по иностранным делам начал расследование вмешательства правительства Великобритании в Ливию и последующего краха ливийского правительства. Председатель комитета Криспин Блант сказал: «Это обернулось катастрофой для народа Ливии. И теперь это становится для нас растущей проблемой, когда наш несомненный враг ИГИЛ начинает устанавливать контроль над районами Ливии. Плюс миграционный кризис — любая сфера, где рушится государственная власть, явно создаёт проблемы для нас во всем мире».
В 2018 году министр иностранных дел Алистер Берт (англ.)русск., который занимался делами Ливии с 2010 по 2013 год, сказал:

Мы поспешили создать потенциал, чтобы новое правительство могло управлять. Но всё это было сделано в отсутствие политического урегулирования, которое отражало бы как интересы враждующих элит, так и чаяния ливийского населения. Мы должны были поставить политику выше технократического государственного строительства.Оригинальный текст (англ.)We rushed to build capacity to enable the new government to govern. But it was all done in the absence of a political settlement which reflected both the interests of the warring elites and the aspirations of the Libyan population. We should have prioritised the politics over technocratic state-building.